# 10번째 & 늑대
《10번째 & 늑대》(영어: 10th & Wolf)는 미국에서 제작된 로버트 머레스코 감독의 2006년 범죄 스릴러 영화이다. 제임스 마즈든 등이 출연하였고, 리오 로시 등이 제작에 참여하였다.

## 출연
- 제임스 마즈든
- 지어바니 리비시
- 브래드 렌프로
- 파이퍼 페러보
- 데니스 호퍼
- 브라이언 데너히
- 레슬리 앤 워런
- 리오 로시
- 대시 마이혹
- 토미 리
- 밸 킬머

## 기타 제작진
- 제작 감독: 앨런 실버
- 공동 제작: 조지 엥걸
- 협력 제작: 캐런 암스트롱, 랜디 에머먼
- 총괄 제작: , 수잰 디로렌티스
- 배역: 캐런 암스트롱
- 미술: 랜도 스모크
- 의상: 애비게일 머리
- 시각 효과 부문: 대니 김